# Surto de hepatite aguda grave em crianças em 2022

Países com casos registrados até o início de maio de 2022

Surto de hepatite aguda grave em crianças em 2022 é um surto raro de hepatite aguda grave em crianças e adolescentes cujos primeiros casos foram reportados no Reino Unido entre março e abril de 2022.
Em setembro de 2022, a OMS reportou que mais de de mil casos haviam sido registrados em 35 países; que cerca de 33% havia precisado de tratamento em UII; que cerca de 5% precisaram de um transplante de fígado; que 18 haviam morrido. 
A causa exata do surto continua sem comprovação, mas vírus comuns foram excluídos. 

## Contexto
O Reino Unido reportou um aumento repentino de casos de hepatite grave aguda entre crianças previamente saudáveis com menos de 10 anos à Organização Mundial da Saúde (OMS) no início de abril de 2022, com os testes excluindo os tipos de hepatite viral A, B, C, D e E e por outras causas conhecidas.
Antes, em outubro de 2021, cinco pacientes pediátricos com hepatite de causa desconhecida também já haviam sido identificados no Alabama, reportou também o CDC dos Estados Unidos.
No dia 15 de abril, a OMS emitiu um alerta a todos os países para que ficassem atentos para a detecção de novos casos e até o dia 29 de abril, mais de 200 haviam sido reportados no mundo, incluindo, além dos países acima, Espanha, Israel, Dinamarca, Irlanda, Holanda, Itália, Noruega, França, Romênia, Bélgica e Argentina.

## A doença
Os casos desta hepatite específica, segundo o Instituto Butantan, eram muito severos, com 10% dos doentes precisando de transplante de fígado.
Até 13 de maio, na União Europeia e Reino Unido, entre 143 casos com informações, 15,4% precisaram de internação na UTI; de 98 casos, 6,1% haviam necessitado de transplante de fígado e uma morte havia sido notificada.

## Causa
Até 14 de maio de 2022, a doença era considerada de etiologia (causa) desconhecida.

### Vacina contra covid-19
Logo após a divulgação de informações pela imprensa, usuários nas redes sociais passaram a fazer comentários sobre o surto ser uma reação à vacina contra a covid-19. No entanto, esta tese caiu por terra em 13 de maio após a OMS e o ECDC da União Europeia divulgarem um boletim reportando que apenas 16% das crianças e adolescentes que tiveram a rara doença tinham sido vacinados contra a covid-19 e que 75,9% dos casos tinham sido registrados em crianças menores de 5 anos de idade, que nem sequer estavam sendo imunizadas na Europa. No final de julho, novamente, o Boletim do ECDC trazia a informação de que  76,1% dos casos haviam sido registrados em crianças de 5 anos ou menos. 
A OPAS já reportava em 03 de maio que "com base nas informações atuais, a maioria das crianças relatadas não recebeu a vacina covid-19, descartando uma ligação entre casos e vacinação neste momento".

### Adenovírus
Entre os doentes, apenas 59,6% testaram positivo para Adenovírus, o que também descarta, inicialmente, este vírus como o causador da hepatite aguda rara, apesar de em 13 de maio o ECDC divulgar que "a principal hipótese atual é que um cofator que afeta crianças pequenas com infecção por adenovírus, que seria leve em circunstâncias normais, desencadeia uma infecção mais grave ou dano hepático mediado pelo sistema imunológico".

### Adenovírus + Sars-Cov-2
No dia 13 de maio, pesquisadores divulgaram um estudo na revista The Lancet onde anunciavam: "nossa hipótese é que os casos recentemente relatados de hepatite aguda grave em crianças podem ser uma consequência da infecção por adenovírus com trofismo intestinal em crianças previamente infectadas por SARS-CoV-2 e portadoras de reservatórios virais (apêndice).

## Casos por continente

### Américas
Em sua atualização de 24 de junho de 2022, a OMS reportou o registro de 383 casos nas Américas (incluindo 305 nos EUA). 

#### Brasil
Até o dia 14 de maio, 44 casos estavam sendo monitorados no país e o Ministério da Saúde tinha criado, no dia 13, uma Sala de Situação para acompanhar a situação.

#### Estados Unidos
Em outubro de 2021, cinco pacientes pediátricos com hepatite (inflamação do fígado) de causa desconhecida foram identificados no Alabama. Todas elas testaram negativo para os vírus da hepatite A, hepatite B e hepatite C, mas testaram positivo para adenovírus. No entanto, segundo o CDC, ainda não se este vírus é a causa da doença.
Em sua atualização de 24 de junho de 2022, a OMS reportou o registro 305 nos EU. 

### África
Até 14 de maio de 2022, não havia informações disponíveis.

### Ásia
Em sua atualização de 24 de junho de 2022, a OMS reportou o registro de 61 casos na  Região do Pacífico Ocidental (61), 14 na Região do Sudeste Asiático (14). 

### Europa
Até o dia 13 de maio de 2022, 232 casos haviam sido registrados nos países da União Europeia e Reino Unido, dos quais a maioria no Reino Unido (131), Espanha (26), Itália (24) e (Bélgica (12).
No início de julho de 2022 o ECDC reportou que até o final de junho 473 casos de hepatite aguda entre crianças e adolescentes menores de 16 anos haviam sido reportados à OMS-Europa, sendo que 56,7% destes foram registrados no Reino Unido. 

### Oceania
Até 14 de maio de 2022, não havia informações disponíveis.